# Dactylocythere pachysphyrata
Dactylocythere pachysphyrata är en kräftdjursart som beskrevs av Hobbs och Walton 1966. Dactylocythere pachysphyrata ingår i släktet Dactylocythere och familjen Entocytheridae. Inga underarter finns listade i Catalogue of Life.